# Campeonato Mundial de Tenis de Mesa por Equipos de 2022
El Campeonato Mundial de Tenis de Mesa por Equipos de 2022 se celebra en Chengdu (China) del 30 de septiembre al 9 de octubre bajo la organización de la Federación Internacional de Tenis de Mesa (ITTF) y la Federación china de Tenis de Mesa.

## Medallistas
| Evento           | Oro                                                              | Plata                                                                            | Bronce |
| ---------------- | ---------------------------------------------------------------- | -------------------------------------------------------------------------------- | --- |
| Equipo masculino | Fan Zhendong Ma Long Liang Jingkun Wang Chuqin Lin Gaoyuan China | Dang Qiu · Benedikt Duda · Ricardo Walther · Fanbo Meng · Kay Stumper · Alemania | Tomokazu Harimoto Shunsuke Togami Mizuki Oikawa Jo Yokotani Japón Jang Woo-jin An Jae-hyun Cho Seung-min Cho Dae-seong Hwang Min-ha Corea del Sur                             |
| Equipo femenino  | Sun Yingsha Chen Meng Wang Manyu Wang Yidi Chen Xingtong China   | Hina Hayata Mima Ito Miyuu Kihara Miyu Nagasaki Hitomi Sato Japón                | Chen Szu-yu · Cheng I-ching · Liu Hsing-yin · Li Yu-jhun · Huang Yi-hua · China Taipéi · Han Ying · Nina Mittelham · Shan Xiaona · Sabine Winter · Annett Kaufmann · Alemania |

## Medallero por países
| Núm. | País          | Oro | Plata | Bronce | Total |
| ---- | ------------- | --- | ----- | ------ | ----- |
| 1    | China         | 2   | 0     | 0      | 2     |
| 2    | Alemania      | 0   | 1     | 1      | 2     |
|      | Japón         | 0   | 1     | 1      | 2     |
| 4    | Corea del Sur | 0   | 0     | 1      | 1     |
|      | China Taipéi  | 0   | 0     | 1      | 1     |
|      | TOTAL         | 2   | 2     | 4      | 8     |